# Kumarino (gmina Wełes)
Kumarino (mac. Кумарино) – wieś w centralnej Macedonii Północnej, administracyjnie i terytorialnie należąca do gminy Wełes. W 2002 roku liczyła 74 mieszkańców.

położenie wsi na mapie gminy

Według danych ze spisu powszechnego przeprowadzonego w 2002 roku, Kumarino zamieszkiwało 74 osoby deklarujące następującą narodowość: 
- Macedończycy – 73 (98,65%)
- Serbowie – 1 (1,35%)